# Dịch vụ gia đình
Dịch vụ gia đình (tiếng Hàn: 불량가족; Romaja: Bulryang Gajok) là một bộ phim truyền hình Hàn Quốc với sự tham gia của diễn viên Kim Myung-min, Nam Sang-mi, Im Hyun-shik, Yeo Woon-kay, Kang Nam-gil, Geum Bo-ra, Kim Heechul và Lee Young-yoo. Phim được chiếu trên SBS từ ngày 22 tháng 3 đến 11 tháng 5 năm 2006 vào mỗi thứ 4&5 lúc 21:55 gồm 16 tập.
Tại Việt Nam, phim từng được TVM Corp. mua bản quyền và phát sóng trên kênh HTV3.

## Phân vai
- Kim Myung-min vai Oh Dal-geon
- Nam Sang-mi vai Kim Yang-ah
- Im Hyun-shik vai Jang Hwang-gu
- Yeo Woon-kay vai Park Bok-nyeo
- Kang Nam-gil vai Jo Gi-dong
- Geum Bo-ra vai Uhm Ji-sook
- Kim Heechul vai Gong-min
- Lee Young-yoo vai Baek Na-rim
- Kim Gyu-chul vai Ha In-soo
- Hyun Young vai Ha Boo-kyung,
- Park Jin-woo vai Ha Tae-kyung

## Ratings
| Ngày                | Tập        | Toàn quốc | Seoul |
| ------------------- | ---------- | --------- | ----- |
| 22 tháng 3 năm 2006 | 1          | 11.4%     | 12.6% |
| 23 tháng 3 năm 2006 | 2          | 14.0%     | 15.1% |
| 29 tháng 3 năm 2006 | 3          | 13.6%     | 14.3% |
| 30 tháng 3 năm 2006 | 4          | 14.9%     | 14.6% |
| 5 tháng 4 năm 2006  | 5          | 14.8%     | 15.1% |
| 6 tháng 4 năm 2006  | 6          | 15.8%     | 15.5% |
| 12 tháng 4 năm 2006 | 7          | 14.8%     | 15.6% |
| 13 tháng 4 năm 2006 | 8          | 17.2%     | 17.3% |
| 19 tháng 4 năm 2006 | 9          | 14.5%     | 14.5% |
| 20 tháng 4 năm 2006 | 10         | 16.3%     | 16.5% |
| 26 tháng 4 năm 2006 | 11         | 15.5%     | 16.1% |
| 27 tháng 4 năm 2006 | 12         | 18.5%     | 19.1% |
| 3 tháng 5 năm 2006  | 13         | 13.9%     | 13.7% |
| 4 tháng 5 năm 2006  | 14         | 15.5%     | 15.8% |
| 10 tháng 5 năm 2006 | 15         | 15.7%     | 16.4% |
| 11 tháng 5 năm 2006 | 16         | 19.2%     | 19.6% |
| Trung bình          | Trung bình | 15.3%     | 15.7% |

Nguồn: TNSMK Korea

## Giải thưởng
- SBS Drama Awards 2006: PD Award - Kim Myung-min